# Camptomyia nigricornis
Camptomyia nigricornis är en tvåvingeart som beskrevs av Jean-Jacques Kieffer 1894. Camptomyia nigricornis ingår i släktet Camptomyia och familjen gallmyggor.
Artens utbredningsområde är Frankrike. Inga underarter finns listade i Catalogue of Life.